# George Ripley (alchimiste)
Pour les articles homonymes, voir George Ripley et Ripley.

Ripley Scroll (c. 1570) Yale University Beinecke Rare Book and Manuscript Library

George Ripley (c. 1415 - c. 1490) est un alchimiste anglais du XVe siècle.

## Biographie
On sait très peu de choses de sa vie. Chanoine régulier au prieuré des Augustins de Bridlington, il obtint une dispense papale pour étudier en Angleterre et à l'étranger pendant plusieurs années. Il dédia au roi Édouard IV d'Angleterre son célèbre poème The Compound of Alchemy or The twelve gates (L'édifice d'alchimie ou les douze portes) (1470-1471). Il est également l'auteur du Medulla Alchimiae (La moelle de l'alchimie)(1476), et d'une Cantilena (Chanson). Pour l'essentiel, il reprend les théories alchimiques du corpus pseudo-lullien (l'ensemble des textes alchimiques écrits sous le nom de Lulle après sa mort).
Du XVIe au XVIIe, Ripley fut abondamment commenté et cité, et de nombreux traités d'alchimie lui furent attribués ou furent écrits sous son nom.

## The Compound of Alchemy
Il en existe de nombreux manuscrits. Écrit en 1470-1471, il fut imprimé pour la première fois en 1591 sous le titre : The Compound of Alchymy. Or the ancient hidden Art of Alchemie: Conteining the right & perfectest meanes to make the Philosophers Stone, Aurum potabile, with other excellent Experiments. Divided into twelue Gates. First written by the learned and rare Philosopher of our Nation George Ripley,... whereunto is adioyned his Epistle to the King, his Vision, his Wheele, and other his Workes, neuer before published:... Set foorth by Ralph Rabbards Gentleman... London Imprinted by Thomas Orwin.
Il s'agit d'un poème en  stances de "rime royale" (Il se présente en douze chapitres ou "portes", décrivant les étapes successives du grand œuvre :  
- première porte :  calcination
- deuxième porte :  dissolution
- troisième porte : séparation
- quatrième porte : conjonction
- cinquième porte : putréfaction
- sixième porte : congélation
- septième porte : cibation
- huitième porte : sublimation
- neuvième porte : fermentation
- dixième porte : exaltation
- onzième porte: multiplication
- douzième porte: projection.

## LesRipley Scrolls
Parmi les œuvres attribuées à George Ripley on trouve des rouleaux manuscrits, richement illustrés, et décrivant la recherche de la Pierre philosophale, appelés Ripley Scrolls. Une vingtaine sont aujourd'hui connus, au Royaume-Uni et aux États-Unis. Les illustrations de ces manuscrits sont similaires, avec des variations pour quelques exemplaires. L'usage qui était fait de ces rouleaux n'est pas connu, et si des vers de Ripley sont généralement (mais pas toujours) utilisés sur ces manuscrits, rien n'indique qu'il ait été impliqué dans leur fabrication. On ne sait pas quel a été le ou les originaux, ni s'ils font partie des rouleaux aujourd'hui conservés.

### les rouleaux répertoriés
- Royal College of Physicians of Edinburgh
  - 552[2]
- Wellcome Library, Londres
  - MS 692 [3]
  - MS 693[4]
- Bibliothèque Bodléienne, Oxford
  - 1018
  - 1209
  - 1213
  - 1216
  - 1222

### Œuvres
- The Compound of Alchemy. The Twelve Gates (1470-1471, 1re éd. 1591), Kessinger Publishing, 2005,  Trad. en ligne Le composé d'alchimie. Le livre des douze portes
- Medulla alchimiae, or the Marrows of Alchemy (1476), trad. du latin
- Cantilena, trad. en anglais moderne Sherwood Taylor, George Ripley's Song, Ambix, 2 (1946), p. 177-182.
- Liber secretissimus. Tout le travail de la composition de la Pierre Philosophale et du Grand Elixir et la première solution des corps grossiers, trad. fr.
- Traité du mercure et de la pierre des philosophes.
- voir George Starkey (Eyrénée Philalèthe) : La vision de George Ripley, chanoine de Bridlington.

### Études
- (en) E. J. Holmyard, Alchemy Penguin Books 1957 -réédition Courier Dover Publications, 1990, ch. 9 Some english alchemists, George Ripley p. 186–189 sur googlebook. Trad. fr. : L'alchimie, Arthaud, coll. "Signes des temps", 1979, p. 200-203.
- Stanton J. Linden, George Ripley's Compound of Alchymy (1591), Ashgate Pub Ltd, 2001 - Compte rendu par Didier Kahn dans Archives internationales d’histoire des sciences, 53 (2003), p. 347-353.
- Jennifer M. Rampling, « Establishing the Canon: George Ripley and his Alchemical Sources », Ambix, vol. 55, no 3,‎ novembre 2008, p. 189-208 (lire en ligne)
- Jennifer M. Rampling, « The Catalogue of the Ripley Corpus : Alchemical Writings Attributed to George Ripley (d. ca. 1490) », Ambix, vol. 57, no 2,‎ juillet 2010, p. 125–201 (lire en ligne)
- R.I. McCallum, « The Ripley Scroll of the Royal College of Physicians of Edinburgh », Vesalius, vol. II, no 1,‎ 1996, p. 39–49 (lire en ligne)
- Jennifer M. Rampling, « George Ripley and Alchemical Consensus », dans José Ramon Bertomeu-Sanchez, Duncan Thorburn Burns & Brigitte van Tiggelen, Neighbours and territories : the evolving identity of chemistry : proceedings of  the 6th international conference on the history of chemistry, Mémosciences, 2008 (lire en ligne), p. 249-252
- Stanton J. Linden, « The Ripley Scrolls and The Compound of Alchymy », dans Alison Adams & Stanton J. Linden, Emblems and alchemy, Droz, 1998 (lire en ligne), p. 73-94